# 행성 대탐사 계획

보이저 1호와 2호의 궤도를 나타낸 그림.

행성 대탐사 계획(영어: Planetary Grand Tour Program)은 미국 항공우주국(NASA)이 외태양계 탐사를 위해 추진했던 계획으로, 탐사선 4개를 발사하여 2개는 목성, 토성, 명왕성을 탐사하고 다른 2개는 목성, 천왕성, 해왕성을 탐사한다. 이 계획에 필요한 예산은 대략 10억 달러(약 1조 원)였기 때문에, 결국 계획은 취소되고 보이저 계획으로 대체되게 된다.

## 배경
행성 대탐사 계획은 1964년 제트 추진 연구소의 게리 플란드로가 1970년 후반에 목성, 토성, 천왕성, 해왕성이 정렬되어 탐사선 하나로도 중력 도움을 이용해 네 천체 모두를 방문할 수 있음을 알아내면서 시작되었다. 이러한 정렬 현상은 175년마다 일어난다. 1966년 제트 추진 연구소는 행성 하나하나에 탐사선을 보내기보다 하나로 싹 탐사하는 것이 시간과 돈을 절약한다고 여기고 이 계획을 본격적으로 밀어붙였다.

## 그랜드 투어
1969년 NASA는 "외행성 실무반"→Outer Planets Working Group을 만들었으며, 각각 행성 3개를 방문할 탐사선 2개를 설계했다. 이 계획은 속칭 "그랜드 투어"라고 불렸으며, 하나는 1977년 발사해 목성, 토성, 명왕성을 지나가고, 다른 하나는 1979년 발사해 목성, 천왕성, 해왕성을 방문할 예정이었다. 탐사선 2개를 사용하면 전체 탐사 기간을 13년에서 7.5년으로 단축할 수 있었다. 외행성 실무반은 이 탐사에 사용할 새로운 탐사선 개발도 진행했다.:256 신형 탐사선의 가칭은 "열전기 외행성 우주선"→Thermoelectric Outer Planets Spacecraft, TOPS이었으며, 설계 수명은 약 10년이었다.
1971년에 예상된 행성 대탐사 계획의 비용은 약 7.5억 ~ 9억 달러(7500억 ~ 9000억 원)였으며, 이마저도 탐사선 발사 비용 1억 달러는 포함되지 않은 수치이다. 이로 인해 의회에서 상당한 압박을 받게 되었으며, 당시 막 생겨났던 우주왕복선 계획과의 경쟁에서 밀리게 되었다. 결국 1971년 12월에 행성 대탐사 계획은 취소되었고, 매리너 계획의 일부로서 외행성 탐사를 진행하게 되었다.:260–261

## 매리너 목성-토성 계획
매리너 목성-토성 계획은 1972년 초에 승인되었으며, 예산은 약 3.6억 달러였다. 탐사선의 설계 수명은 기존 계획을 실행해도 문제가 없을 정도로 길었지만, 비용을 줄이기 위해 목성과 토성만 탐사하기로 하였다.:263
탐사선은 목성과 토성 및 토성의 위성 타이탄을 탐사하기로 하였다. 당시에는 대기가 발견된 위성이 타이탄밖에 없었기도 하며, 대기의 밀도, 구성성분, 온도를 잼으로서 많은 과학적 성과를 얻어낼 수 있으리라 여겼기 때문이다.
탐사선은 2개가 발사될 예정이었으며, 먼저 발사되는 탐사선은 예정되로 타이탄을 향하고, 만약 첫 번째 탐사선에 문제가 생기면 두 번째 탐사선이 타이탄을 탐사하되, 첫 번째 탐사선에 문제가 없다면 두 번째 탐사선은 천왕성과 해왕성을 향하기로 하였다.
발사 직전인 1977년 3월에 NASA는 프로젝트 이름 공모전을 열었다.:269

## 보이저 계획

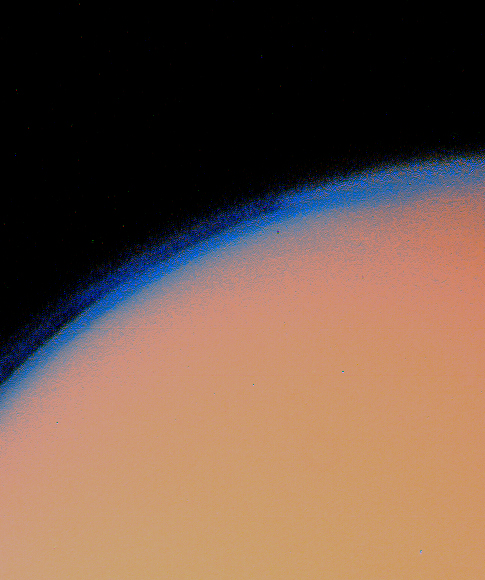
보이저 1호가 촬영한 타이탄.

두 탐사선은 이전 계획에서 특별히 변경된 사항 없이 그대로 발사되었다. 보이저 1호는 타이탄을 지나쳐가는 궤도로 들어갔고, 보이저 2호는 토성에 1호 도착 9개월 후에 도착해 여차하면 외행성 탐사를 진행할 수 있게끔 했다. 또한 보이저 2호가 1호보다 먼저 발사되었는데, 이는 만약 보이저 2호 발사가 실패할 경우 1호로 하여금 외행성 탐사를 진행하게끔 하기 위해서였다.:155 보이저 1호가 타이탄을 건너뛰는 대신 명왕성으로 향하게 하자는 제안도 있었지만, 명왕성보다 타이탄 탐사가 더 흥미롭다고 여겨졌기 때문에 타이탄 탐사를 진행하였다.
타이탄 대기에는 전혀 틈이 없어 표면을 관찰하지는 못했지만, 보이저 1호는 타이탄에서 액체 탄화 수소가 존재할 가능성을 보여주는 자료를 보내오는 등 여러 성과를 이뤘다. 1호의 탐사가 성공적으로 끝나자, 보이저 2호는 목적지를 돌려 천왕성과 해왕성으로 향했으며, 결국 1964년의 행성 대탐사 계획을 달성한 셈이 되었다.

## 행성 대탐사 계획에서의 목표 천체

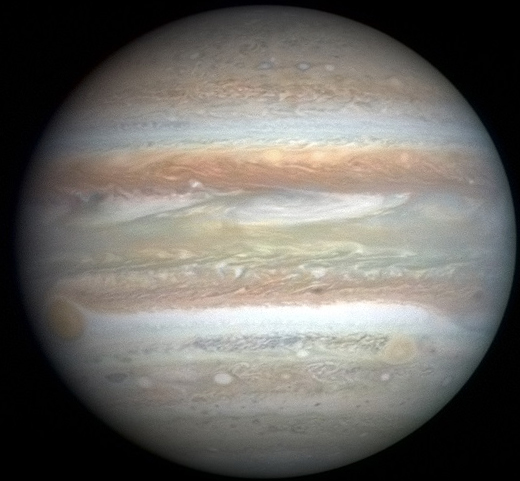
목성 (2007년 뉴 허라이즌스 촬영)
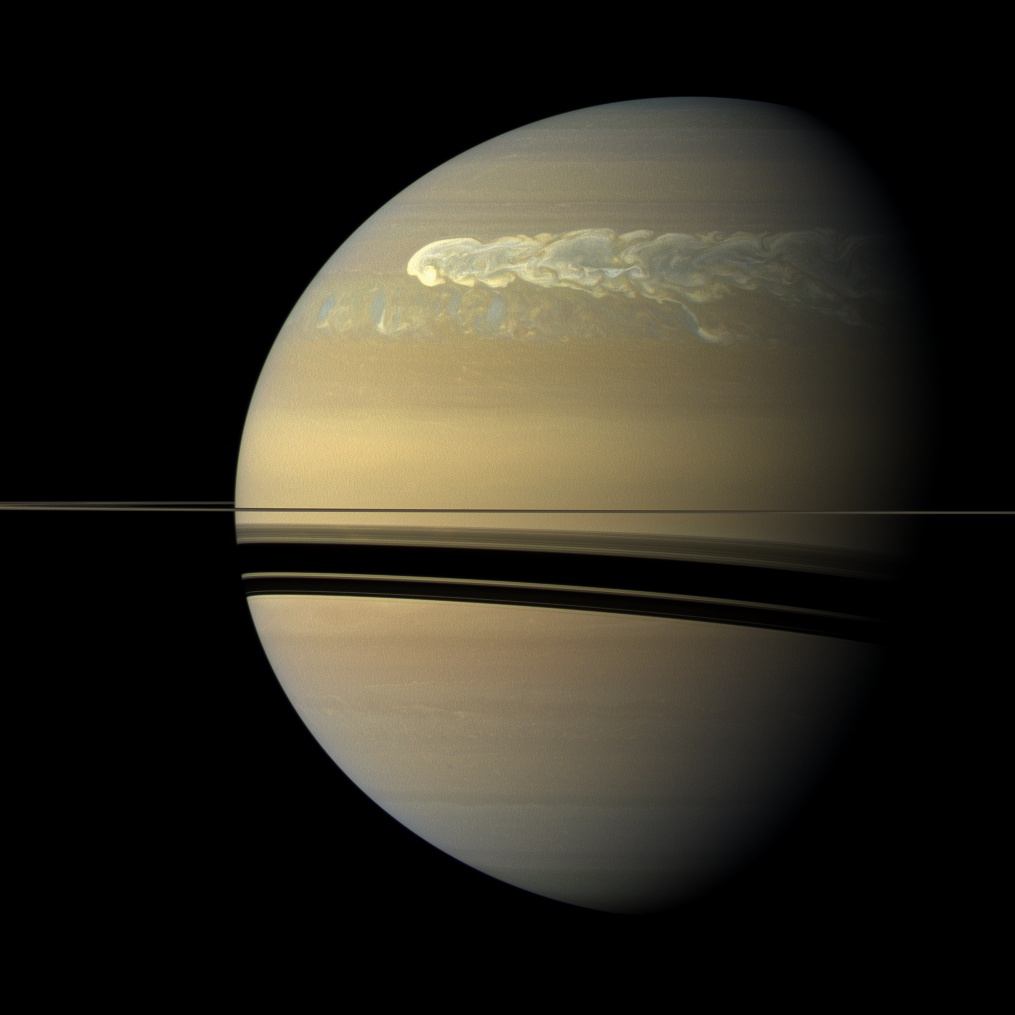
토성 (2011년 카시니-하위헌스 촬영)
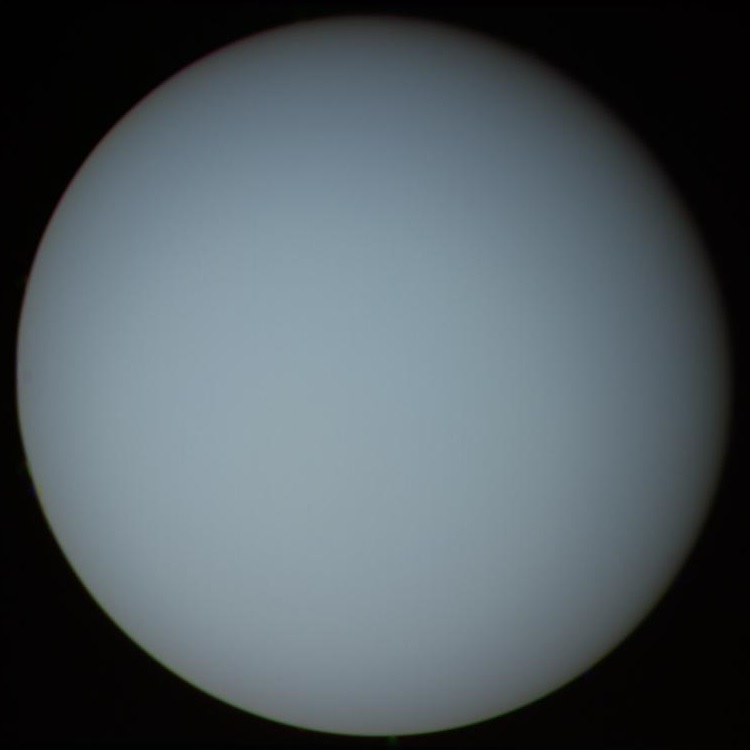
천왕성 (1986년 보이저 2호 촬영)
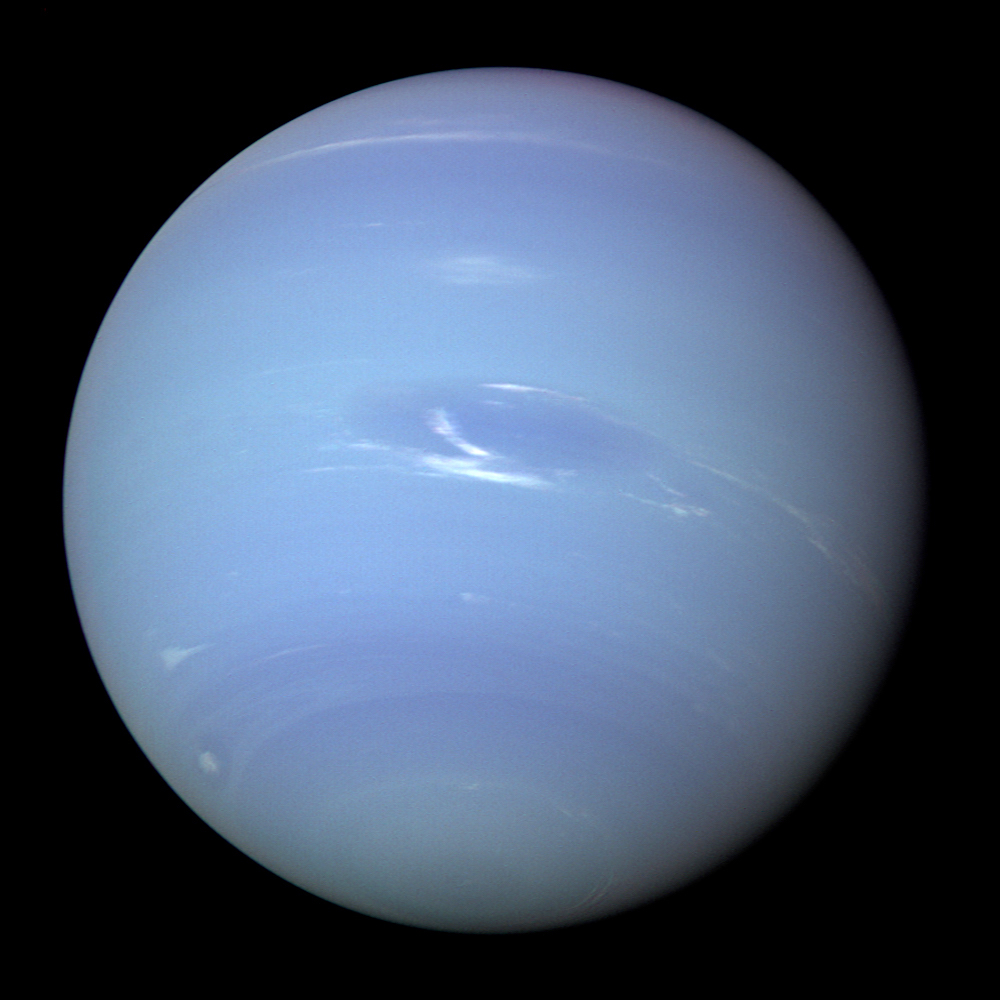
해왕성 (1989년 보이저 2호 촬영)
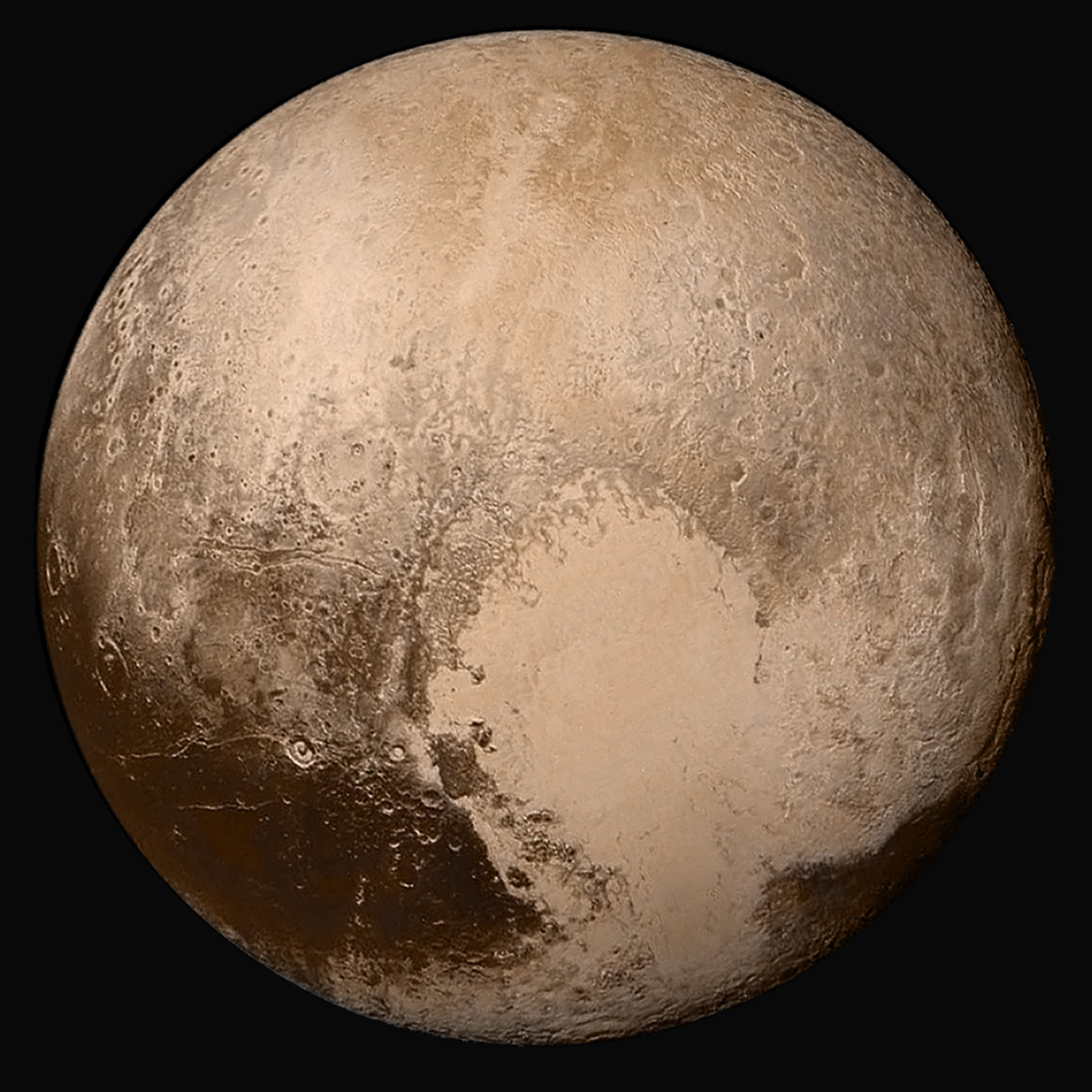
명왕성 (2015년 뉴 허라이즌스 촬영)

참조: 행성 대탐사 계획이 추진되던 당시에는 명왕성은 행성으로 분류되었었다.

## 같이 보기
- 보이저 계획